# Duffort
Duffort (Durfòrt en gascon) est une commune française située dans le sud du département du Gers en région Occitanie. Sur le plan historique et culturel, la commune est dans le pays d'Astarac, un territoire du sud gersois très vallonné, au sol argileux, qui longe le plateau de Lannemezan.
Exposée à un climat océanique altéré, elle est drainée par la Baisole et par divers autres petits cours d'eau.
Duffort est une commune rurale qui compte 131 habitants en 2022, après avoir connu un pic de population de 510 habitants en 1846.  Ses habitants sont appelés les Duffortois ou  Duffortoises.

## Géographie

### Localisation
Commune de Gascogne située sur les coteaux qui séparent la vallée de la Baïse et la vallée de la Baïsole, à 5 km au nord-est de Trie-sur-Baïse. C'est une commune limitrophe avec le département des Hautes-Pyrénées.

### Communes limitrophes
Les communes limitrophes sont  Barcugnan, Cuélas, Fontrailles, Guizerix, Sadournin et Sainte-Aurence-Cazaux.
| Barcugnan                     | Sainte-Aurence-Cazaux       | Cuélas                     |
| Fontrailles (Hautes-Pyrénées) | Duffort                     |                            |
|                               | Sadournin (Hautes-Pyrénées) | Guizerix (Hautes-Pyrénées) |

### Géologie et relief
Duffort se situe en zone de sismicité 3 (sismicité modérée).
Duffort est une des communes les plus au sud du Gers et pourtant celle où le climat y est le plus rude du département. En effet,située entre 215 et 331 mètres d'altitude, son climat se rapproche de celui du plateau de Lannemezan,situé quelques kilomètres plus au sud, où les hivers y sont froids.[réf. nécessaire]

### Hydrographie

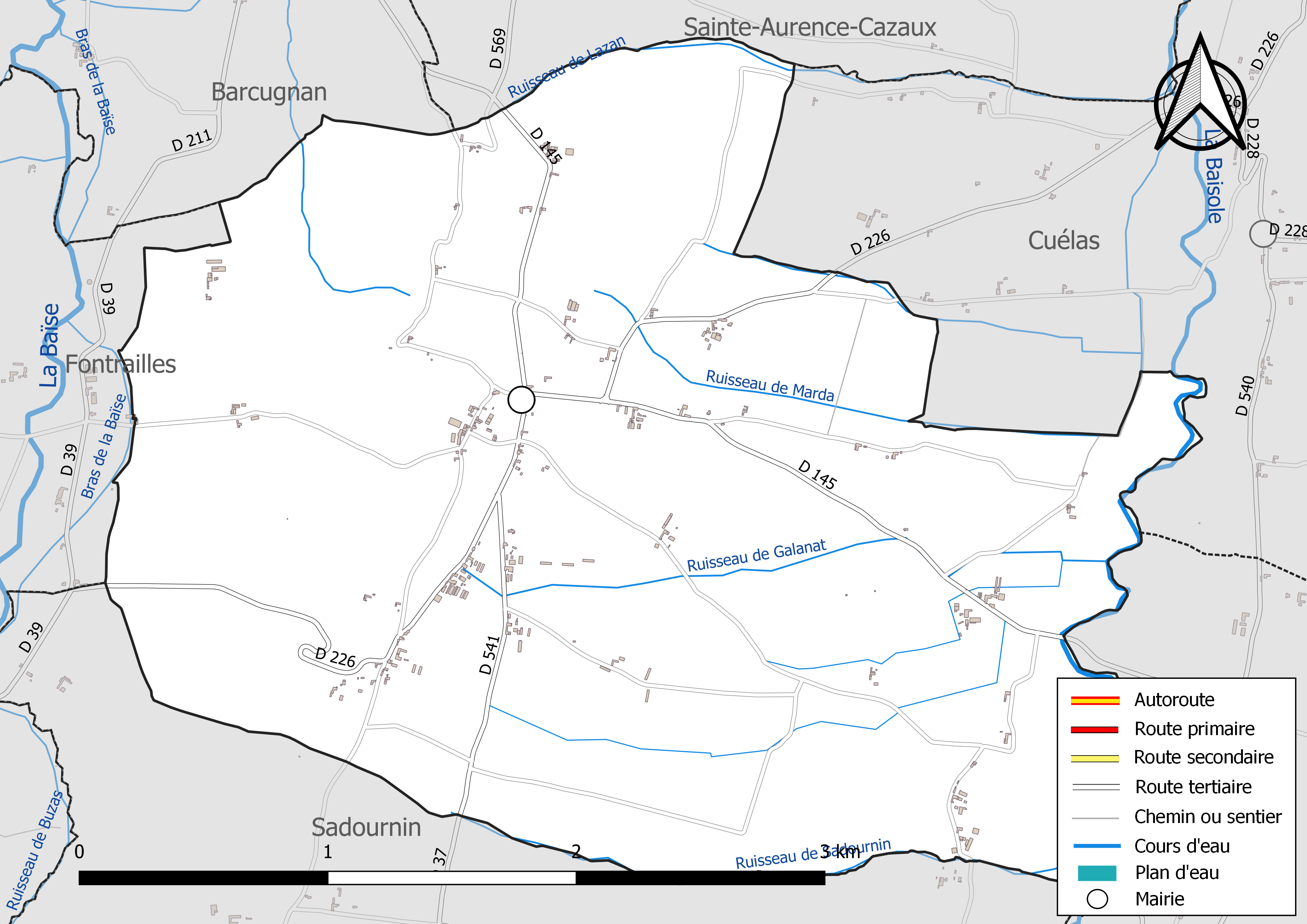
Réseaux hydrographique et routier de Duffort.

La commune est dans le bassin de la Garonne, au sein du bassin hydrographique Adour-Garonne. Elle est drainée par la Baisole, le ruisseau de Galanat, le ruisseau de Lazan, le ruisseau de Marda, le ruisseau de Sadournin et par divers petits cours d'eau, qui constituent un réseau hydrographique de 15 km de longueur totale,.
La Baisole, d'une longueur totale de 47,2 km, prend sa source dans la commune de Campistrous et s'écoule vers le nord. Elle traverse la commune et se jette dans la Baïse à Saint-Michel, après avoir traversé 21 communes.

### Climat
Pour des articles plus généraux, voir Climat de l'Occitanie et Climat du Gers.
En 2010, le climat de la commune est de type climat océanique altéré, selon une étude s'appuyant sur une série de données couvrant la période 1971-2000. En 2020, Météo-France publie une typologie des climats de la France métropolitaine dans laquelle la commune est exposée à un climat de montagne ou de marges de montagne et est dans la région climatique Pyrénées centrales, caractérisée par une pluviométrie annuelle de 1 000 à 1 200 mm.
Pour la période 1971-2000, la température annuelle moyenne est de 12,7 °C, avec une amplitude thermique annuelle de 14,9 °C. Le cumul annuel moyen de précipitations est de 898 mm, avec 10,4 jours de précipitations en janvier et 6,7 jours en juillet. Pour la période 1991-2020, la température moyenne annuelle observée sur la station météorologique la plus proche, située sur la commune de Sadeillan à 8 km à vol d'oiseau, est de 13,6 °C et le cumul annuel moyen de précipitations est de 900,9 mm,. Pour l'avenir, les paramètres climatiques de la commune estimés pour 2050 selon différents scénarios d'émission de gaz à effet de serre sont consultables sur un site dédié publié par Météo-France en novembre 2022.

### Milieux naturels et biodiversité
Aucun espace naturel présentant un intérêt patrimonial n'est recensé sur la commune dans l'inventaire national du patrimoine naturel,,.

## Urbanisme

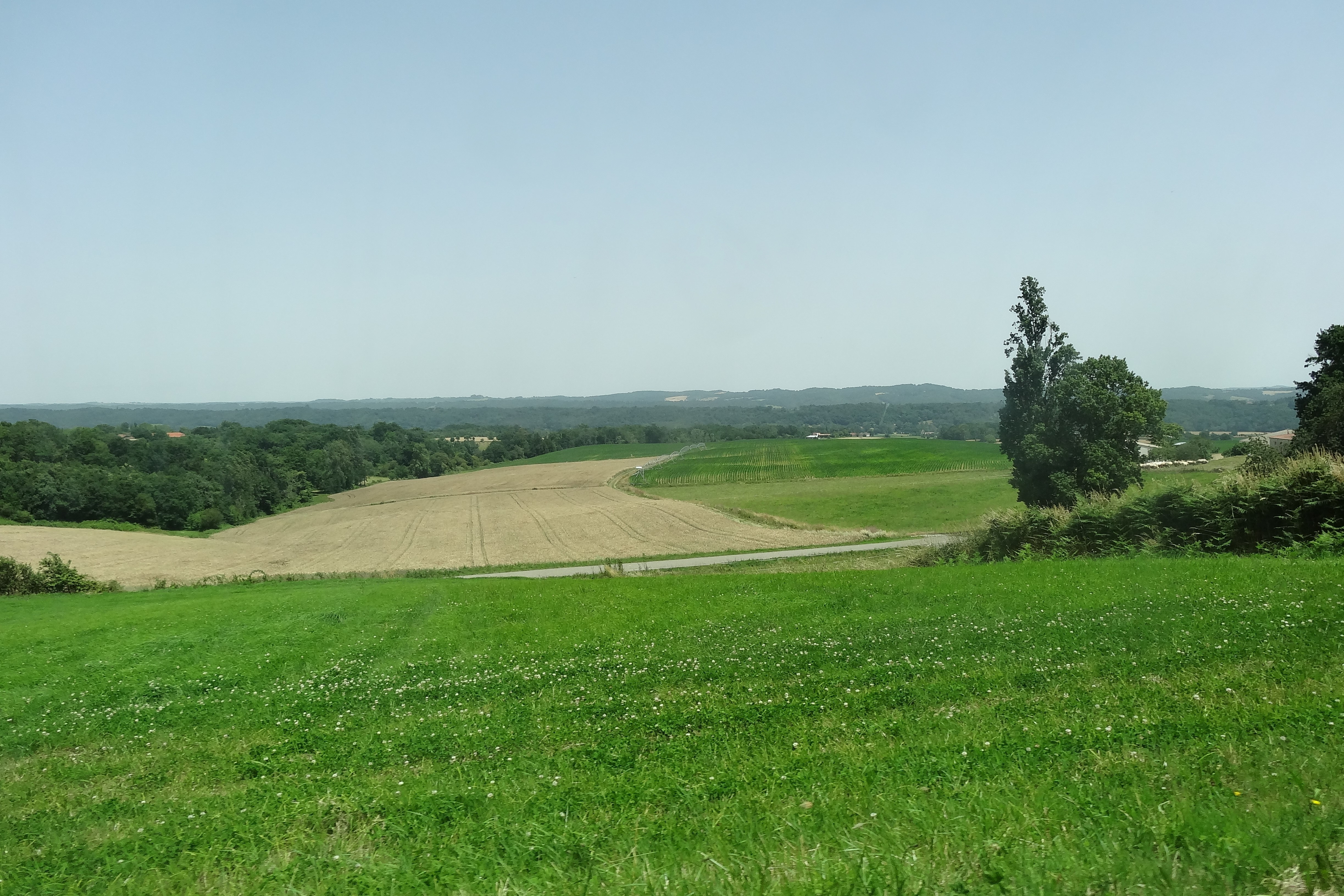
La commune s'inscrit dans un cadre rural.

### Typologie
Au 1er janvier 2024, Duffort est catégorisée commune rurale à habitat très dispersé, selon la nouvelle grille communale de densité à sept niveaux définie par l'Insee en 2022.
Elle est située hors unité urbaine et hors attraction des villes,.

### Occupation des sols
L'occupation des sols de la commune, telle qu'elle ressort de la base de données européenne d’occupation biophysique des sols Corine Land Cover (CLC), est marquée par l'importance des territoires agricoles (81,4 % en 2018), une proportion sensiblement équivalente à celle de 1990 (81,3 %). La répartition détaillée en 2018 est la suivante : 
terres arables (72 %), forêts (18,6 %), zones agricoles hétérogènes (9,4 %). L'évolution de l’occupation des sols de la commune et de ses infrastructures peut être observée sur les différentes représentations cartographiques du territoire : la carte de Cassini (XVIIIe siècle), la carte d'état-major (1820-1866) et les cartes ou photos aériennes de l'IGN pour la période actuelle (1950 à aujourd'hui).

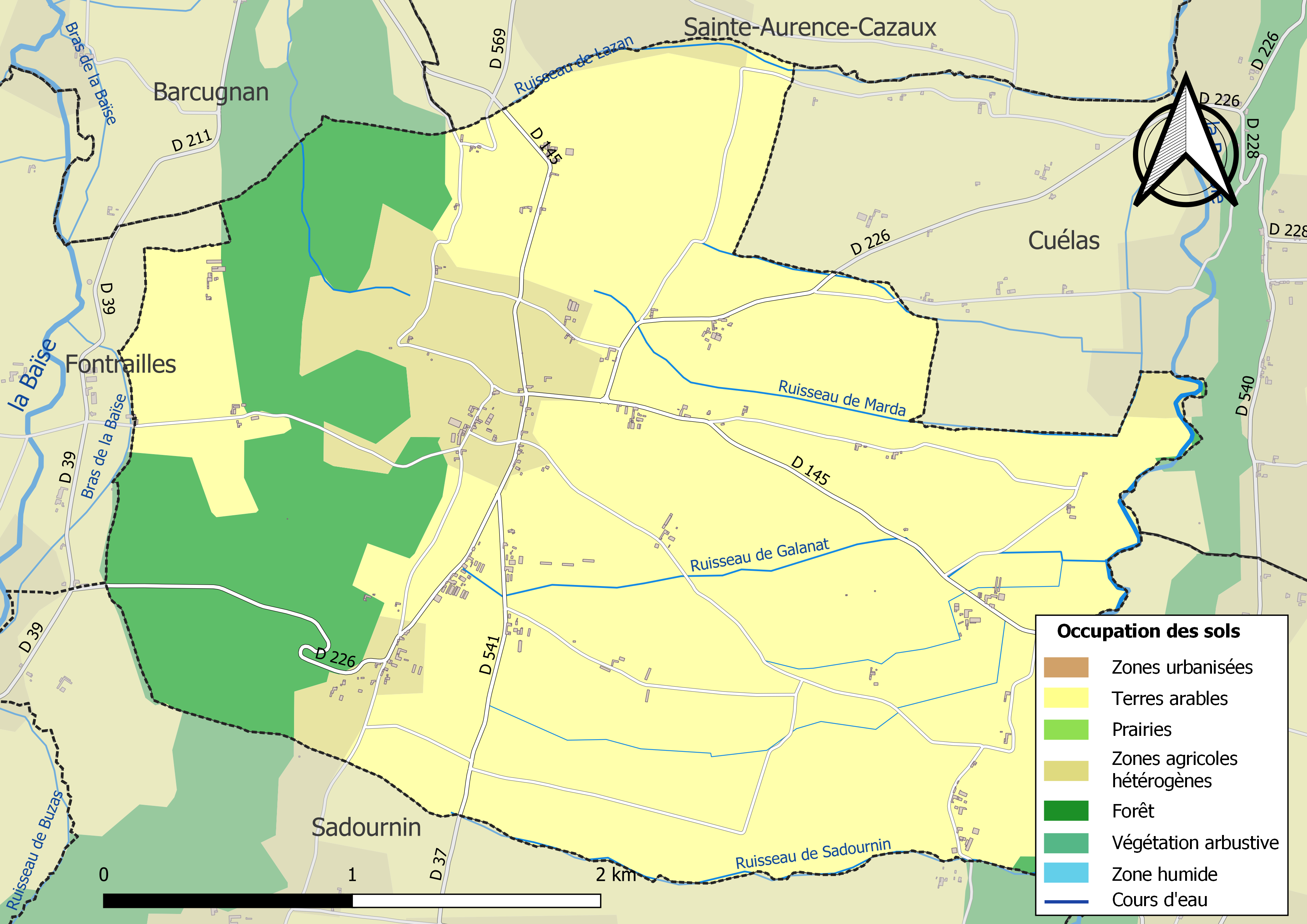
Carte des infrastructures et de l'occupation des sols de la commune en 2018 (CLC).

### Voies de communication et transports

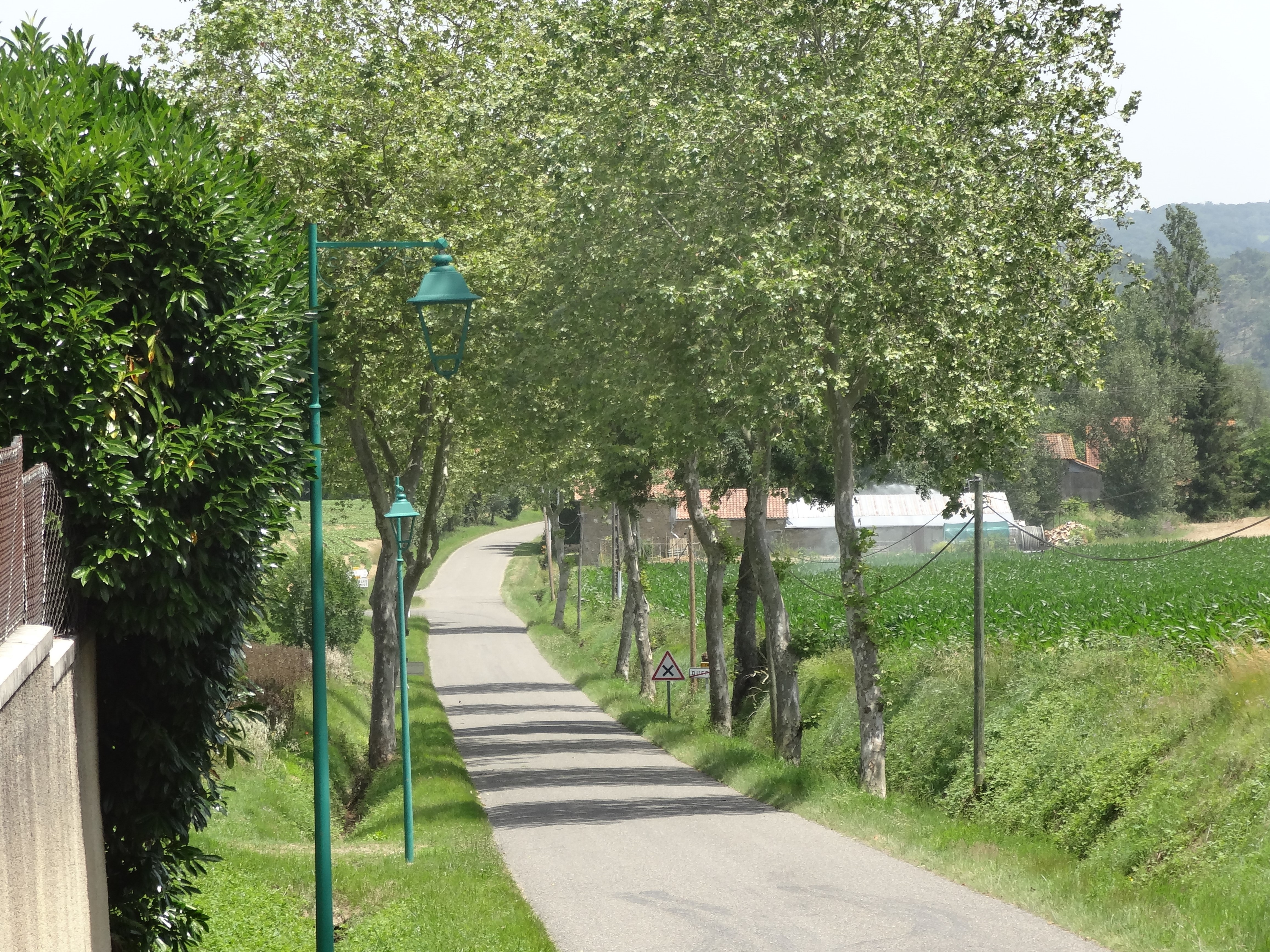
Sortie est de Duffort sur la D145.

### Risques majeurs
Le territoire de la commune de Duffort est vulnérable à différents aléas naturels : météorologiques (tempête, orage, neige, grand froid, canicule ou sécheresse) et séisme (sismicité modérée). Il est également exposé à un risque technologique, la rupture d'un barrage. Un site publié par le BRGM permet d'évaluer simplement et rapidement les risques d'un bien localisé soit par son adresse soit par le numéro de sa parcelle.

#### Risques naturels

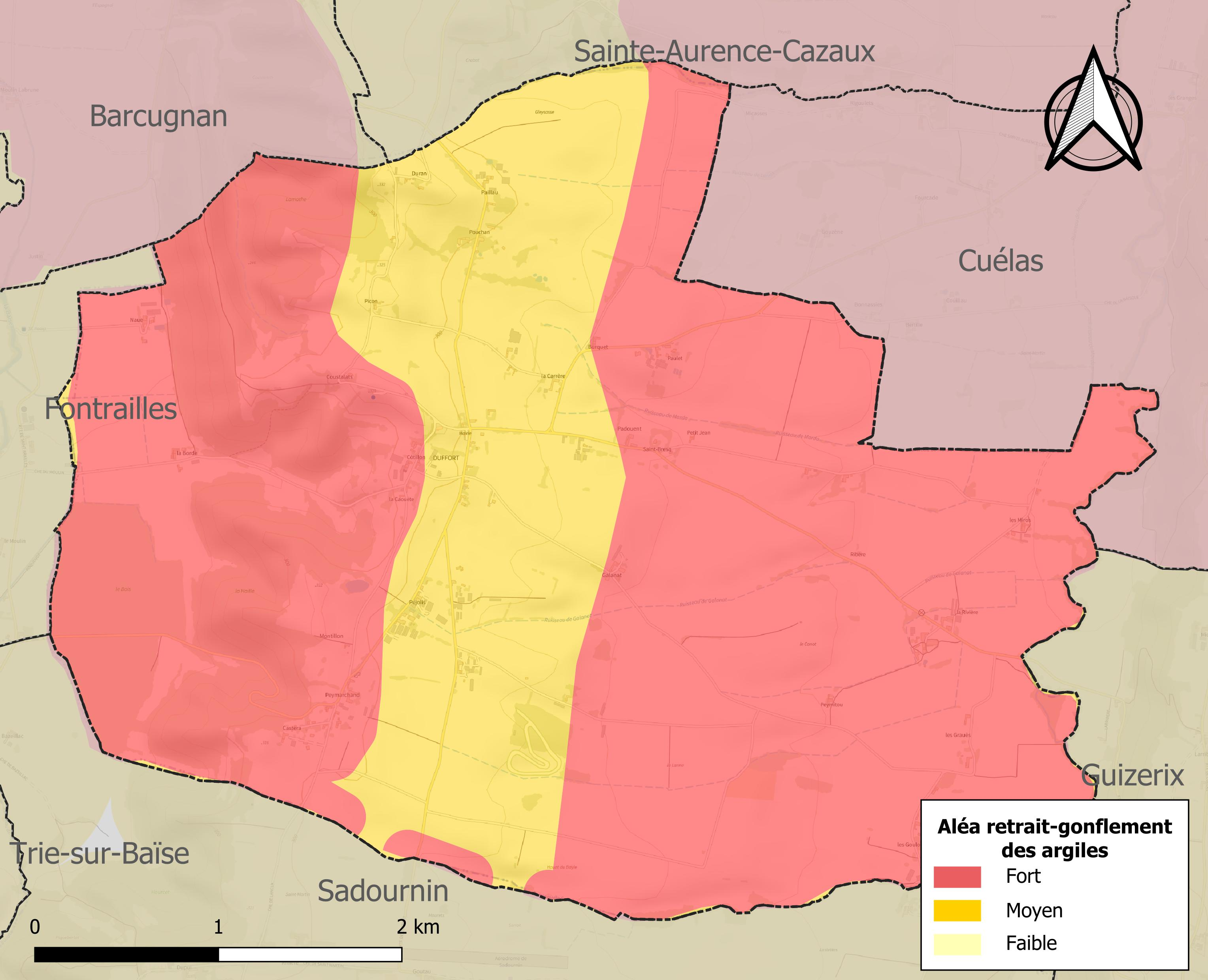
Carte des zones d'aléa retrait-gonflement des sols argileux de Duffort.

Le retrait-gonflement des sols argileux est susceptible d'engendrer des dommages importants aux bâtiments en cas d’alternance de périodes de sécheresse et de pluie. La totalité de la commune est en aléa moyen ou fort (94,5 % au niveau départemental et 48,5 % au niveau national). Sur les 77 bâtiments dénombrés sur la commune en 2019, 77 sont en aléa moyen ou fort, soit 100 %, à comparer aux 93 % au niveau départemental et 54 % au niveau national. Une cartographie de l'exposition du territoire national au retrait gonflement des sols argileux est disponible sur le site du BRGM,.
Par ailleurs, afin de mieux appréhender le risque d’affaissement de terrain, l'inventaire national des cavités souterraines permet de localiser celles situées sur la commune.
La commune a été reconnue en état de catastrophe naturelle au titre des dommages causés par les inondations et coulées de boue survenues en 1999, 2002, 2009 et 2014. Concernant les mouvements de terrains, la commune a été reconnue en état de catastrophe naturelle au titre des dommages causés par la sécheresse en 1989, 2002 et 2017 et par des mouvements de terrain en 1999.

#### Risques technologiques
La commune est en outre située en aval du barrage de Puydarrieux, un ouvrage de classe A disposant d'une retenue de 14,5 millions de mètres cubes. À ce titre elle est susceptible d’être touchée par l’onde de submersion consécutive à la rupture de cet ouvrage.

## Politique et administration

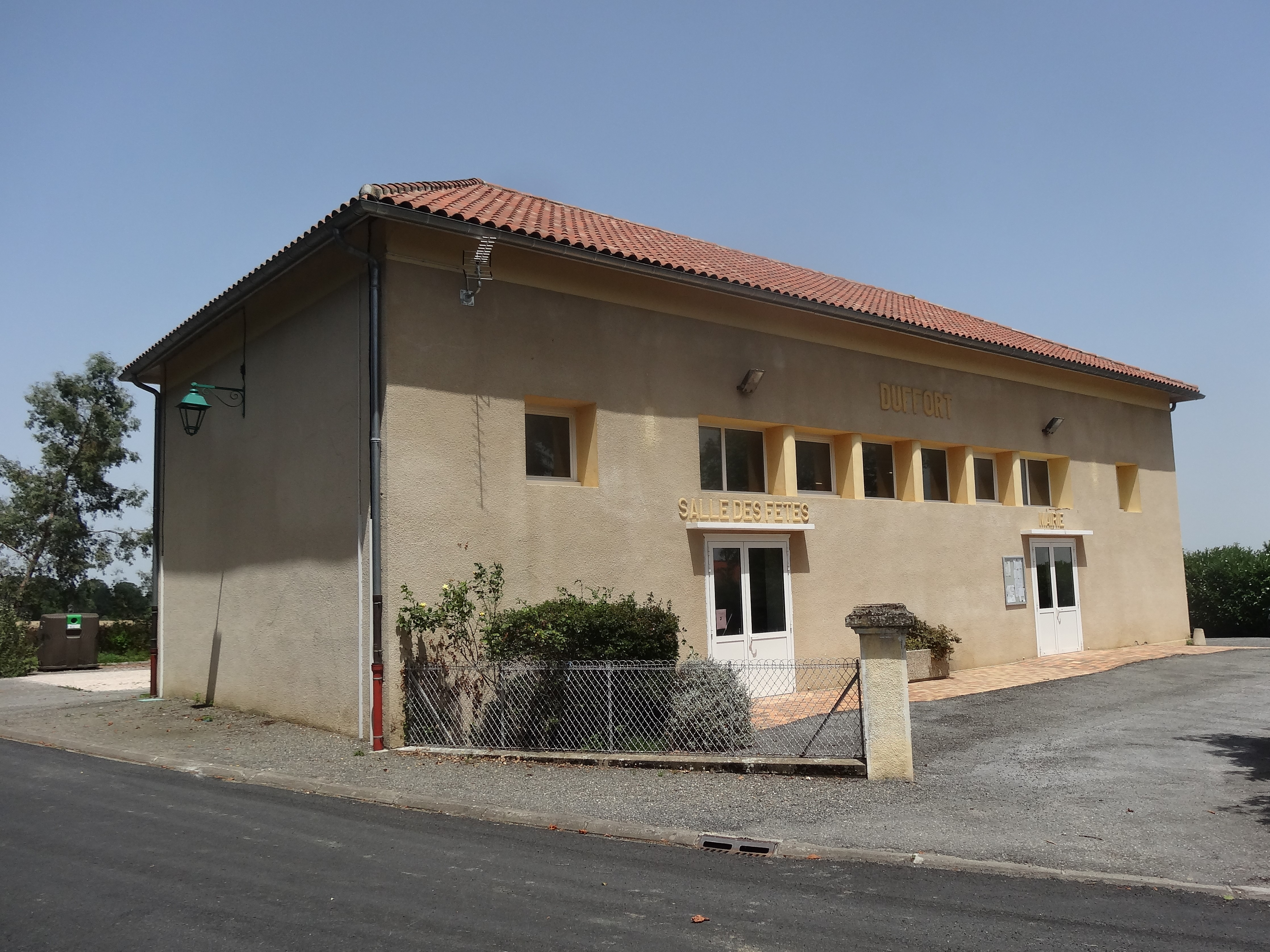
La salle des fêtes.

### Liste des maires

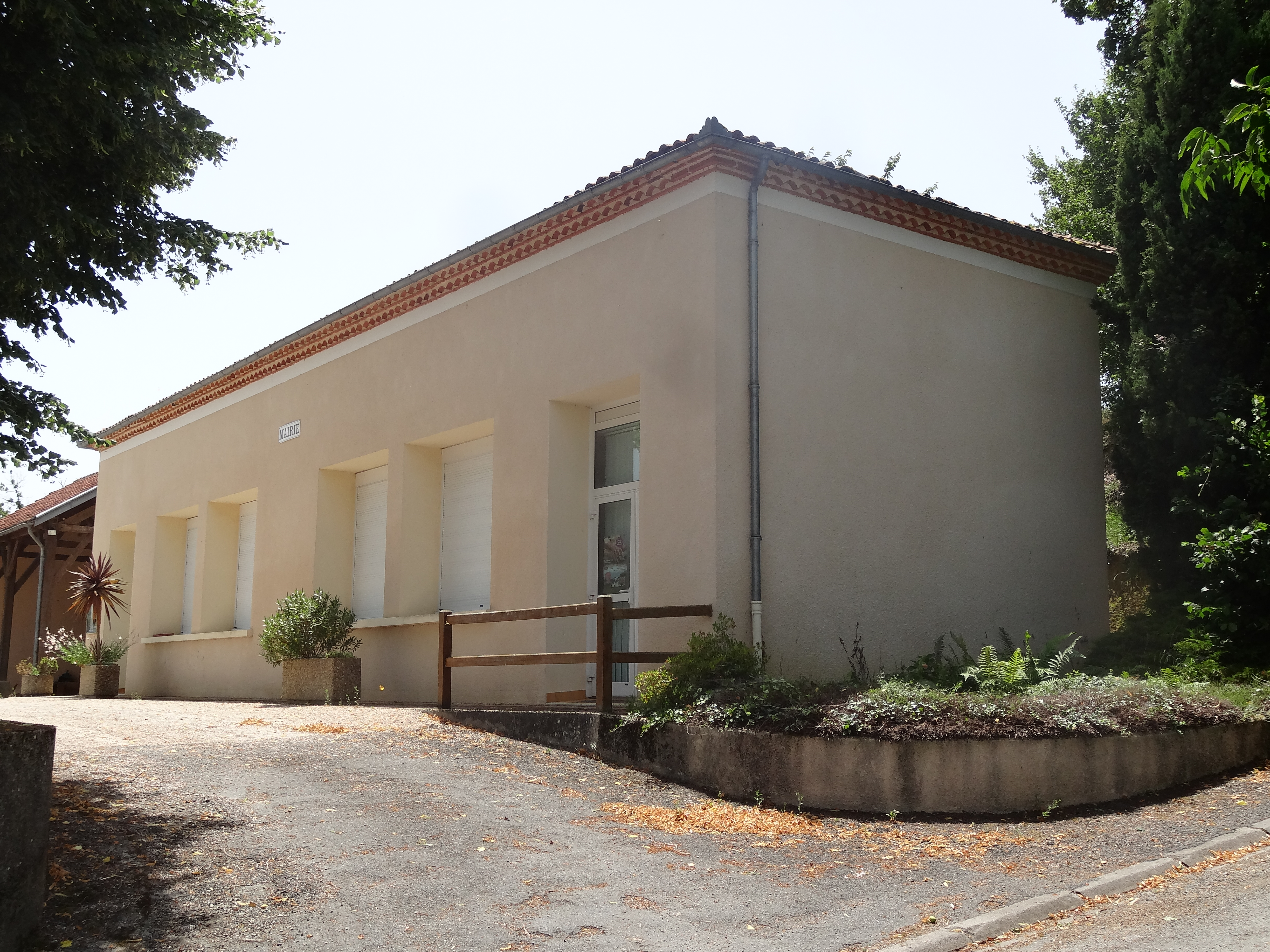
La mairie.

| Période                                  | Période  | Identité           | Étiquette | Qualité                                                          |
| ---------------------------------------- | -------- | ------------------ | --------- | ---------------------------------------------------------------- |
| juin 1995                                | mai 2020 | Gérard Fauqué      | PCF       | Agriculteur - Conseiller général du Canton de Miélan (1998-2015) |
| mai 2020                                 | En cours | Patrick Laprébende |           |                                                                  |
| Les données manquantes sont à compléter. |          |                    |           |                                                                  |

## Population et société

### Démographie
| 1793 | 1800 | 1806 | 1821 | 1831 | 1841 | 1846 | 1851 | 1856 |
| ---- | ---- | ---- | ---- | ---- | ---- | ---- | ---- | ---- |
| 432  | 426  | 456  | 479  | 501  | 476  | 510  | 480  | 456  |

| 1861 | 1866 | 1872 | 1876 | 1881 | 1886 | 1891 | 1896 | 1901 |
| ---- | ---- | ---- | ---- | ---- | ---- | ---- | ---- | ---- |
| 463  | 448  | 455  | 485  | 462  | 416  | 407  | 405  | 364  |

| 1906 | 1911 | 1921 | 1926 | 1931 | 1936 | 1946 | 1954 | 1962 |
| ---- | ---- | ---- | ---- | ---- | ---- | ---- | ---- | ---- |
| 347  | 362  | 289  | 285  | 269  | 260  | 234  | 222  | 198  |

| 1968 | 1975 | 1982 | 1990 | 1999 | 2006 | 2007 | 2012 | 2017 |
| ---- | ---- | ---- | ---- | ---- | ---- | ---- | ---- | ---- |
| 191  | 179  | 153  | 149  | 141  | 135  | 134  | 138  | 141  |

| 2022 | - | - | - | - | - | - | - | - |
| ---- | - | - | - | - | - | - | - | - |
| 131  | - | - | - | - | - | - | - | - |

### Enseignement
Duffort fait partie de l'académie de Toulouse.

## Économie

### Emploi
|                | 2008  | 2013  | 2018   |
| -------------- | ----- | ----- | ------ |
| Commune        | 3,9 % | 5,6 % | 18,7 % |
| Département    | 6,1 % | 7,5 % | 8,2 %  |
| France entière | 8,3 % | 10 %  | 10 %   |

En 2018, la population âgée de 15 à 64 ans s'élève à 96 personnes, parmi lesquelles on compte 84,6 % d'actifs (65,9 % ayant un emploi et 18,7 % de chômeurs) et 15,4 % d'inactifs,. En  2018, le taux de chômage communal (au sens du recensement) des 15-64 ans est supérieur à celui du département et de la France, alors qu'en 2008 la situation était inverse.
La commune est hors attraction des villes,. Elle compte 34 emplois en 2018, contre 28 en 2013 et 23 en 2008. Le nombre d'actifs ayant un emploi résidant dans la commune est de 65, soit un indicateur de concentration d'emploi de 52,6 % et un taux d'activité parmi les 15 ans ou plus de 64,2 %.
Sur ces 65 actifs de 15 ans ou plus ayant un emploi, 29 travaillent dans la commune, soit 45 % des habitants. Pour se rendre au travail, 72,6 % des habitants utilisent un véhicule personnel ou de fonction à quatre roues, 4,8 % s'y rendent en deux-roues, à vélo ou à pied et 22,6 % n'ont pas besoin de transport (travail au domicile).

### Activités hors agriculture
28 établissements sont implantés  à Duffort au 31 décembre 2019. Le tableau ci-dessous en détaille le nombre par secteur d'activité et compare les ratios avec ceux du département,.
Le secteur de l'industrie manufacturière, des industries extractives et autres est prépondérant sur la commune puisqu'il représente 57,1 % du nombre total d'établissements de la commune (16 sur les 28 entreprises implantées  à Duffort), contre 12,3 % au niveau départemental.

### Agriculture
La commune est dans l'Astarac, une petite région agricole englobant tout le Sud du départementle centre-nord du département du Gers, un quart de sa superficie, et correspond au pied de lʼéventail gascon. En 2020, l'orientation technico-économique de l'agriculture  sur la commune est la polyculture et/ou le polyélevage.
|               | 1988 | 2000  | 2010  | 2020  |
| ------------- | ---- | ----- | ----- | ----- |
| Exploitations | 26   | 24    | 23    | 19    |
| SAU (ha)      | 902  | 1 051 | 1 088 | 1 070 |

Le nombre d'exploitations agricoles en activité et ayant leur siège dans la commune est passé de 26 lors du recensement agricole de 1988  à 24 en 2000 puis à 23 en 2010 et enfin à 19 en 2020, soit une baisse de 27 % en 32 ans. Le même mouvement est observé à l'échelle du département qui a perdu pendant cette période 51 % de ses exploitations,. La surface agricole utilisée sur la commune a quant à elle augmenté, passant de 902 ha en 1988 à 1 070 ha en 2020. Parallèlement la surface agricole utilisée moyenne par exploitation a augmenté, passant de 35 à 56 ha.

## Culture locale et patrimoine

### Lieux et monuments
- L'église Saint-Étienne est un édifice du XVIIe siècle qui abrite de remarquables retables alliant peintures et dorures.

L'église Saint-Étienne
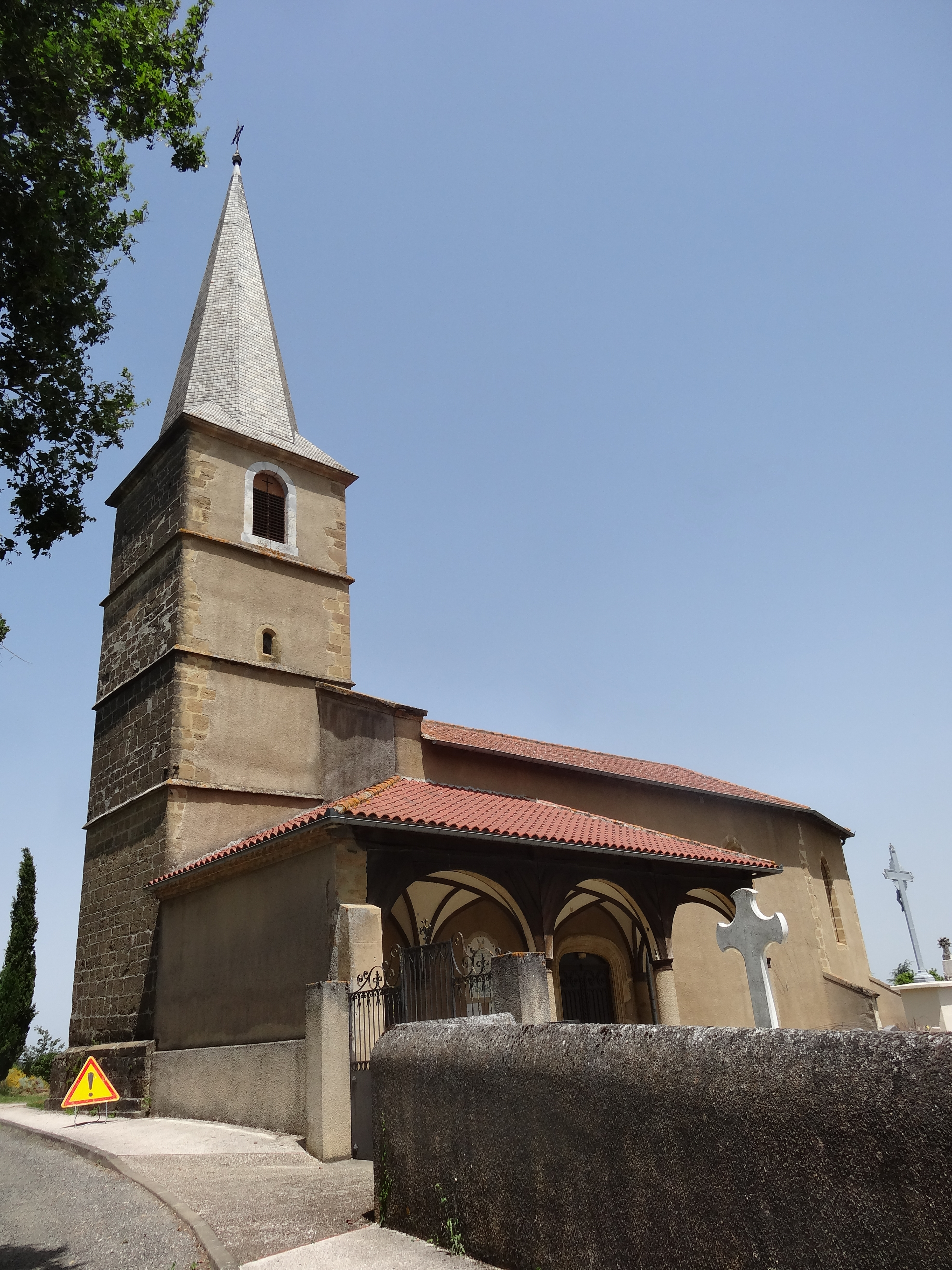
L’église.
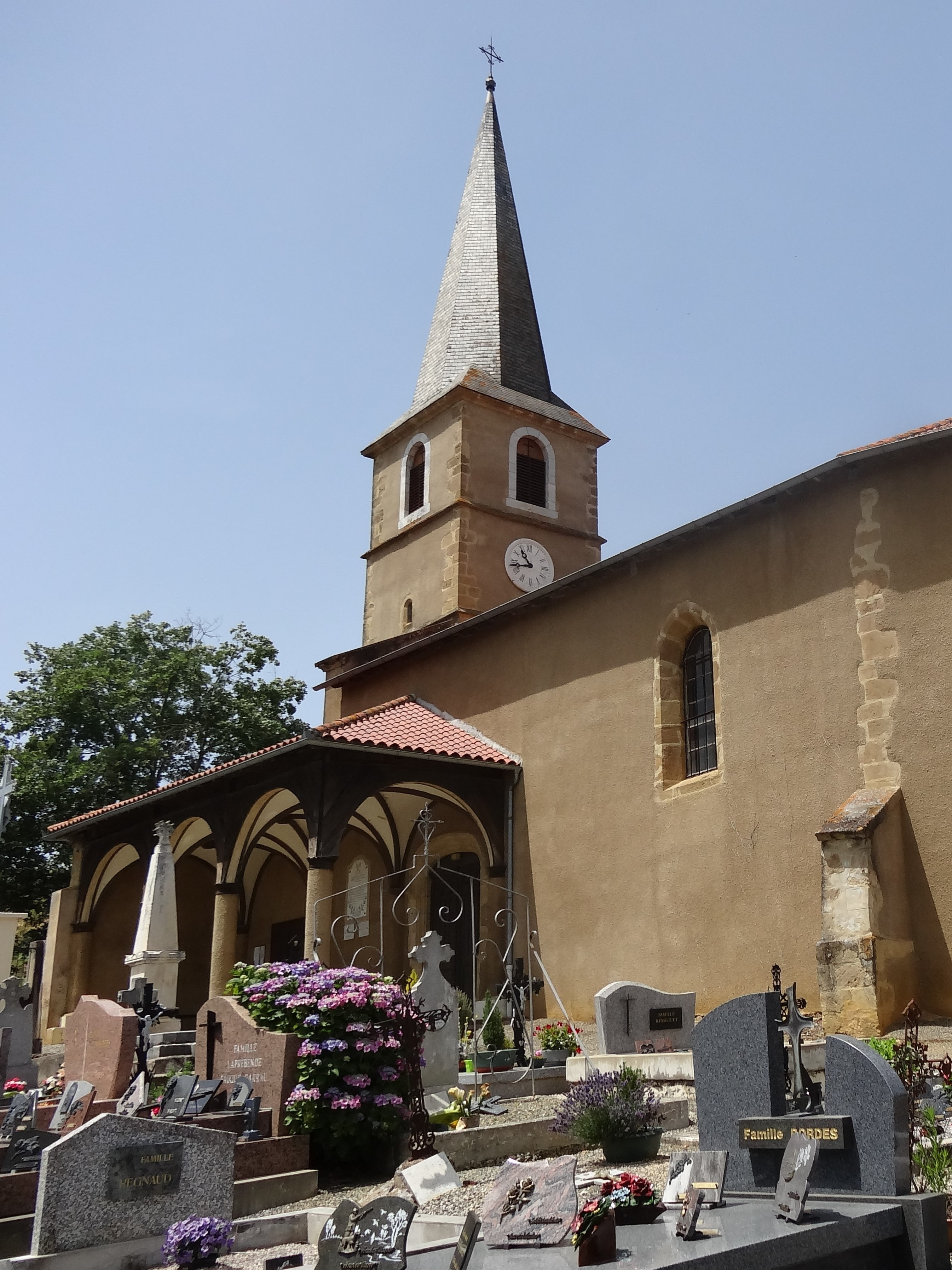
L'église et le cimetière adjacent.
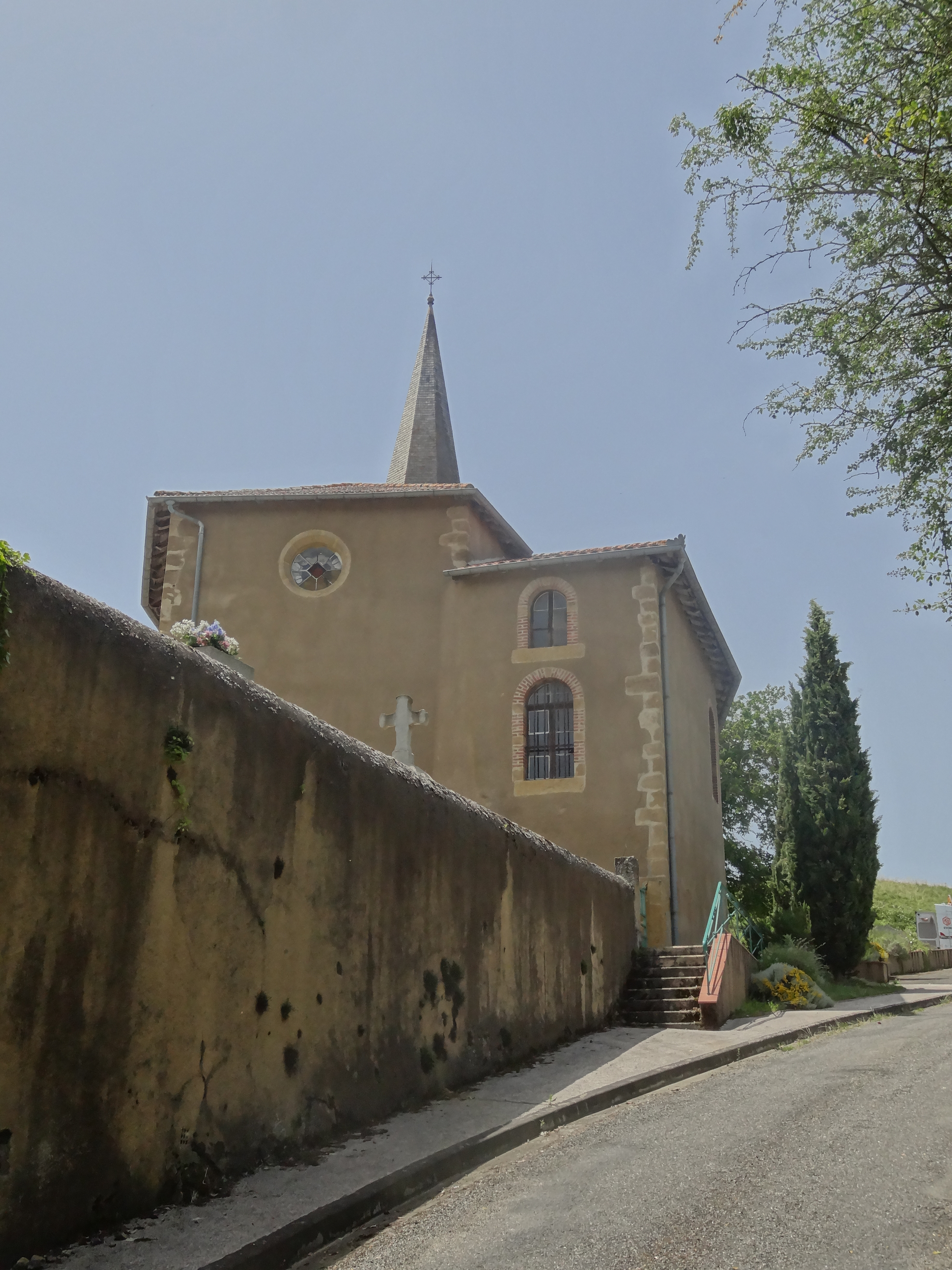
Le chevet vu depuis le chemin de l'église.
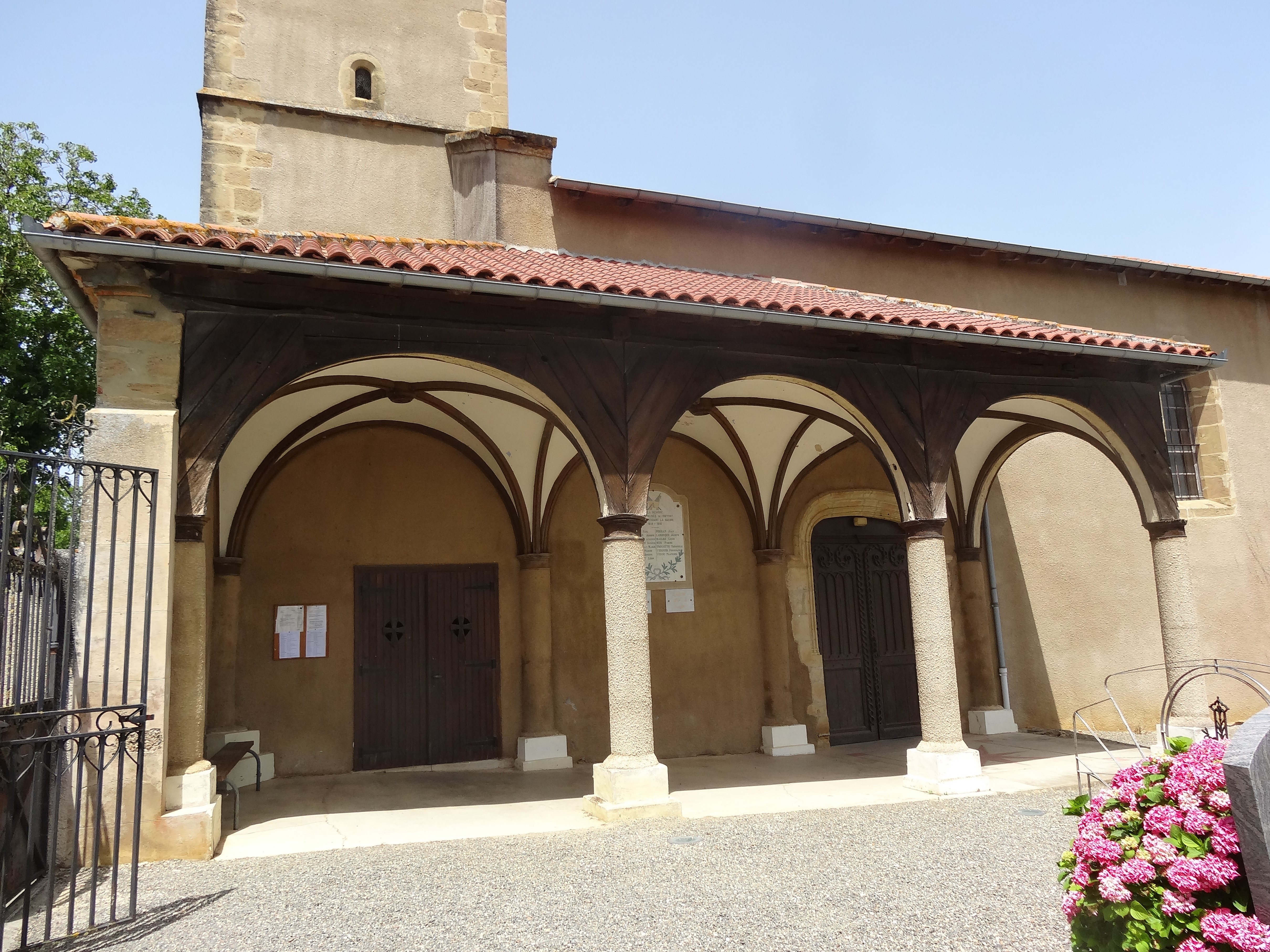
Le porche.
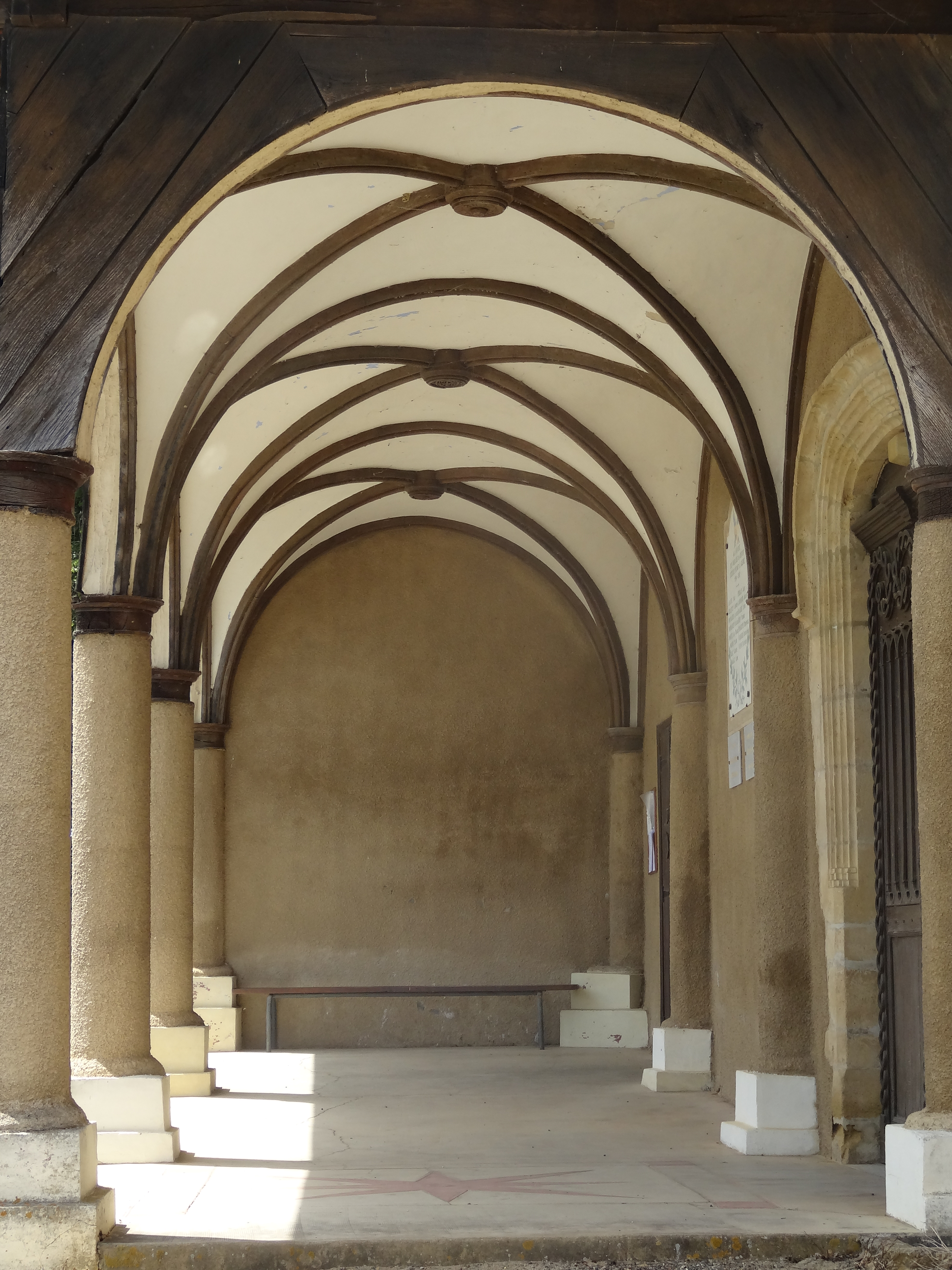
Autre vue.

- Site castral de Duffort. Forteresse des seigneurs Desbarrats, citée en 1215 dans le cartulaire de Berdoues (acte n°15)[32] et représentée comme château ruiné sur la carte de Cassini. Aucun vestige de l'ancien château n'est aujourd'hui visible en élévation.
- Motte castrale de Picon ou Lamothe. Motte de forme tronconique, en partie arasée (elle s'élevait à une dizaine de mètres de hauteur avant les travaux de terrassement effectués dans les années 1960 : le tertre est aujourd'hui conservé sur 6 m de haut du côté Est)[33].

Autres lieux et monuments
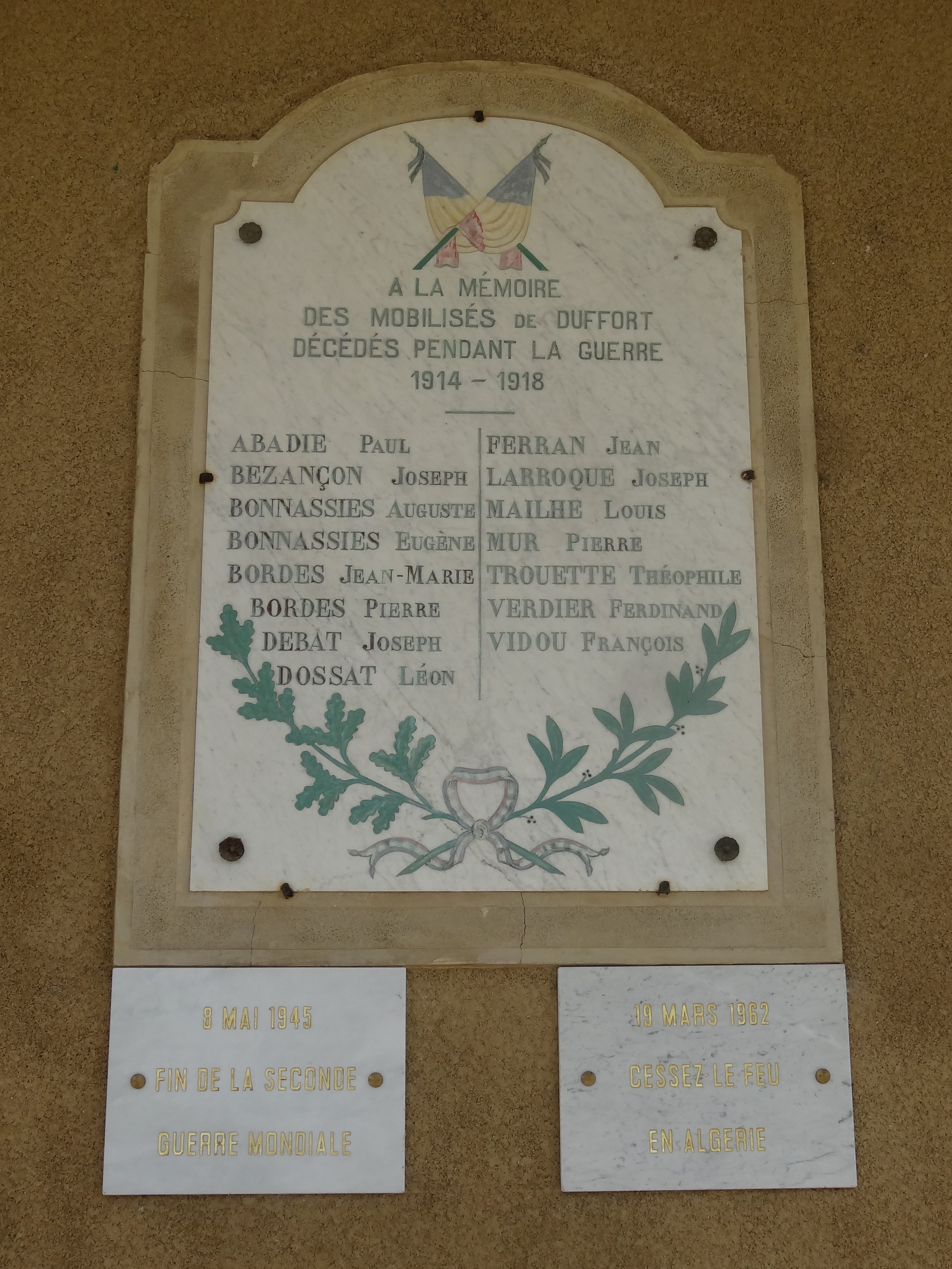
Le monument aux morts situé sous le porche de l’église.
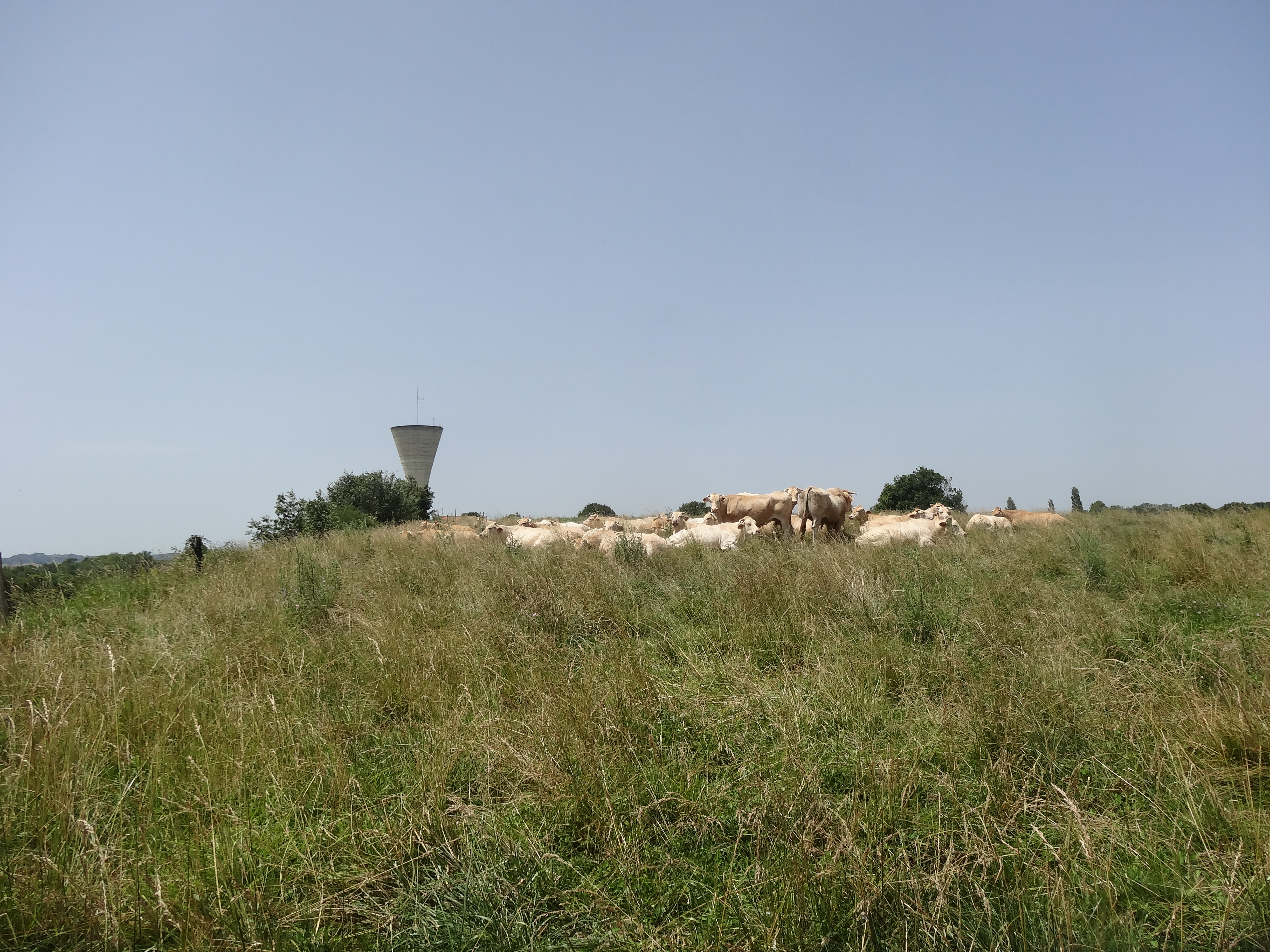
Troupeau de vaches et château d'eau en arrière-plan.
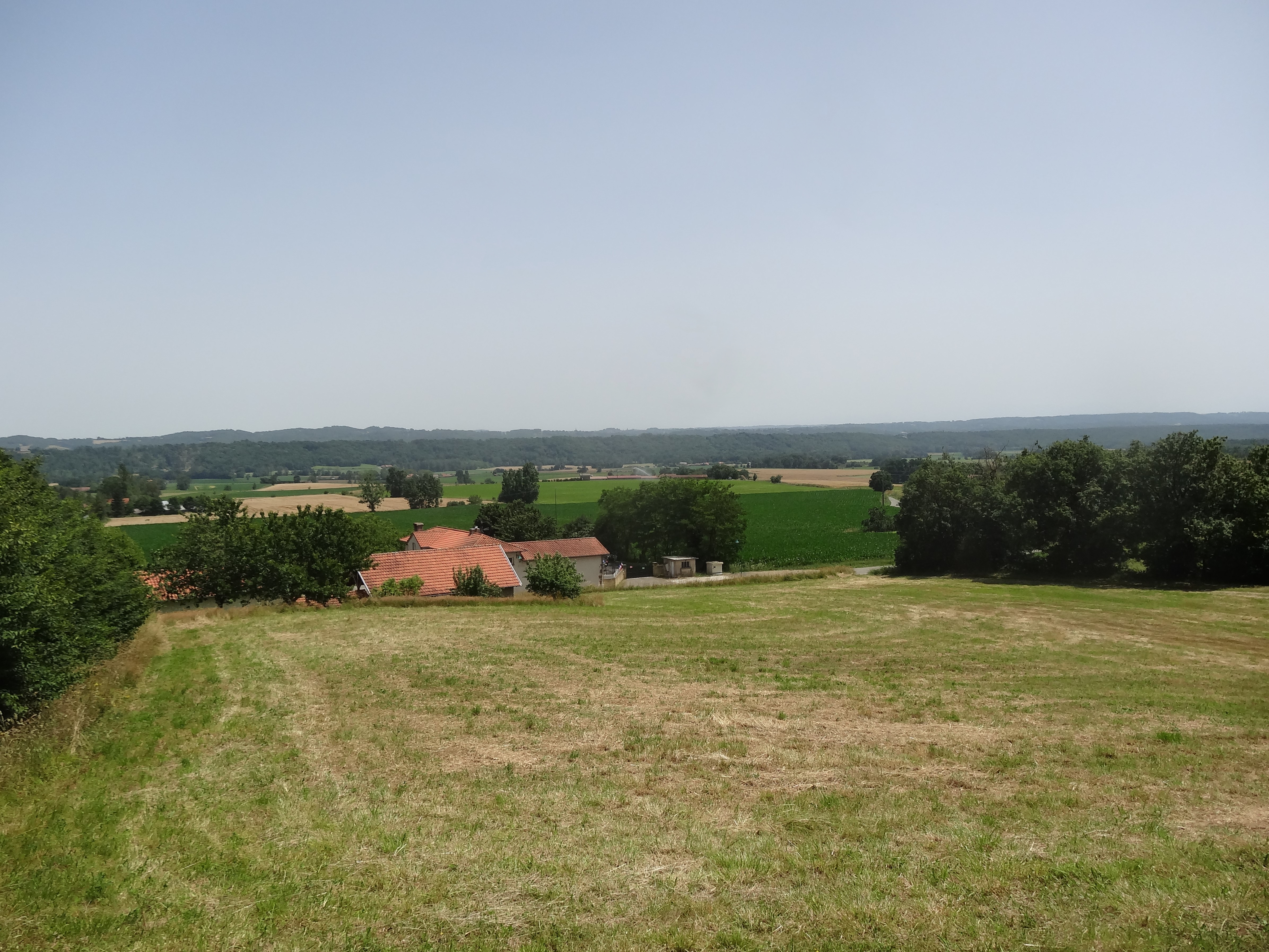
Point de vue depuis le village.
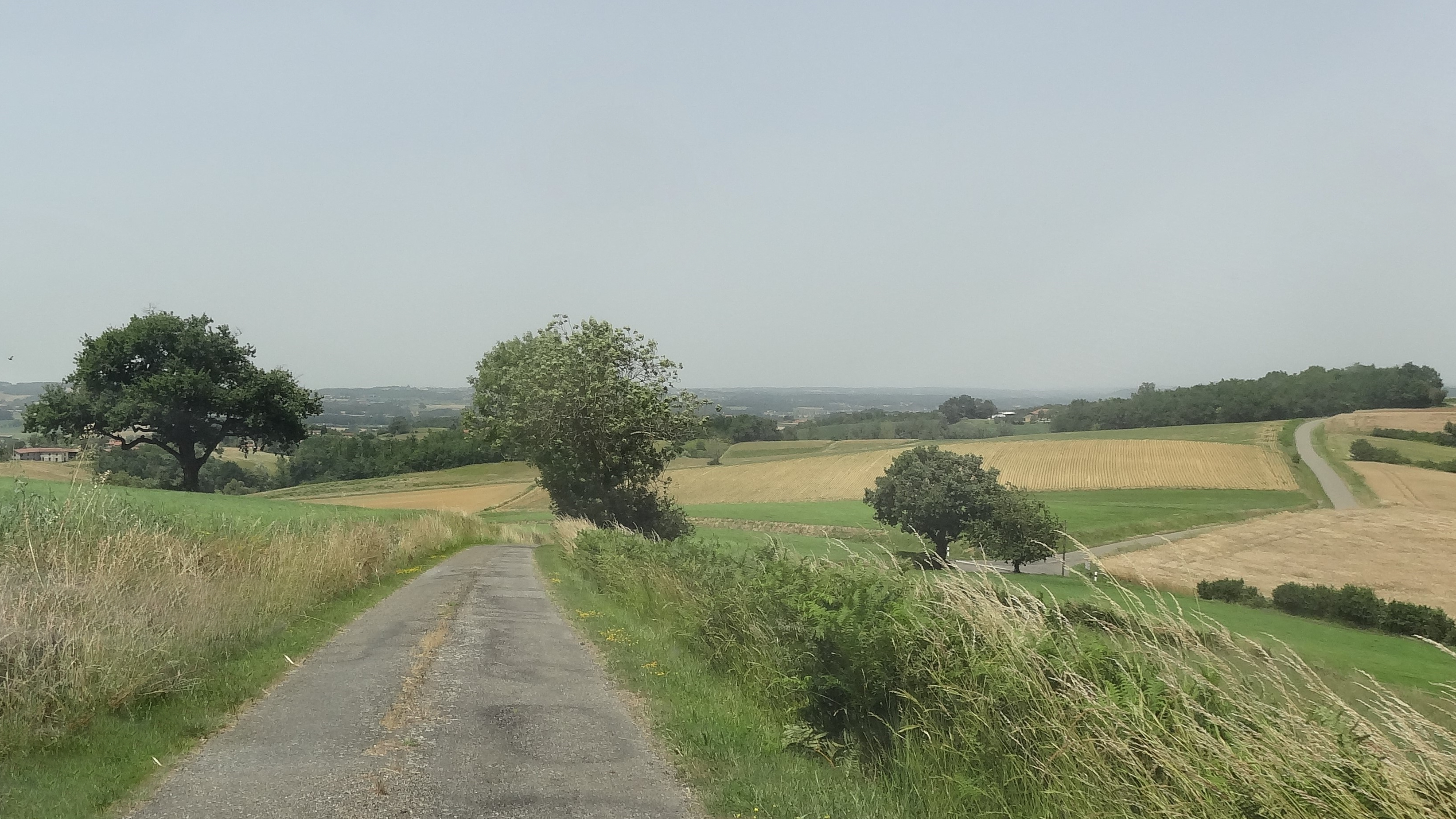
Route de crête en direction de Sainte-Aurence-Cazaux.